# Конституционный акт 1982 года
Конституцио́нный акт 1982 (англ. Constitution Act, 1982, фр. Loi constitutionnelle de 1982) (Приложение B Акта о Канаде 1982 (Соединённое королевство)) является составной частью Конституции Канады. При этом он считается самодостаточным. Он модифицировал некоторые части Акта о Британской Северной Америке 1867, в частности, переименовав его в Конституционный акт 1867. Канадская хартия прав и свобод образует первые тридцать четыре статьи Конституционного акта 1982.
Акт вступил в силу 17 апреля 1982 без какой-либо консультации с населением страны. Квебек в последнюю минуту даже решил не участвовать в переговорах после Ночи длинных ножей (Квебек), так и не подписав этот конституционный акт.

## Права коренных народов
В статье 35 Конституционного акта 1982 «признаются и подтверждаются» «существующие исконные или вытекающие из договоров права коренных народов Канады». Под этим термином разумеются «индейцы, эскимосы и метисы Канады».
Слово «существующие» в статье 35(1) обязало Верховный суд определить, какие права коренных народов существуют. Верховный суд постановил, что до 1982 права коренных народов существовали на основании обычного права. Обычное право могло быть заменено одним простым законом. Таким образом, до 1982 федеральный парламент мог устранить права коренных народов, но права, существовавшие в 1982, больше устранить не мог.
Другими статьями, относящимися к правам коренных народов, являются статья 25 Хартии и статья 35-1Р, устанавливающие запросы на участие коренных народов в модификации соответствующих конституционных оговорок.

## Равномерное распределение и равенство возможностей
Статья 36 Конституции касается равенства возможностей для канадского населения, экономического развития для поддержки этого равенства и служб, находящихся в распоряжении населения. В подразделе 2 вопрос раскрывается глубже: там признаётся «принципиальное обязательство» о произведении федеральным правительством уравнивающих платежей.
В 1982 профессор Питер Хогг выразил свой скептицизм по отношению к возможности судов интерпретировать и применять этот резерв, отмечая его «скорее политико-нравственный, чем законный» характер.

## Изменение Конституции
Статья 52(3) Конституционного акта 1982 утверждает, что конституция может быть изменена только сообразно нормам, установленным в конституции. Целью этого раздела было упоминание конституционного верховенства и лишение законодателей возможности исправлять конституцию простым законом.
Нормы исправления канадской конституции крайне строги. Они описываются в Части V Конституционного акта 1982.
Существует пять различных процедур изменения, применимых к различным видам поправок. Эти пять процедур следующие:
1. Обычная процедура (процедура 7/50), статья 38: Поправка должна быть одобрена Палатой общин, Сенатом и «по меньшей мере, двумя третями провинций, население которых согласно последней всеобщей переписи составляет в совокупности по меньшей мере пятьдесят процентов населения всех провинций». Это применяется во всех процедурах изменения, о которых особым образом не сказано в статьях 41, 43, 44 или 45. Обычная процедура должна использоваться в каждой из шести ситуаций, установленных в статье 42.
2. Единогласная процедура, статья 41: За поправку должны проголосовать Палата общин, Сенат и все провинциальные законодательные собрания.
3. Двусторонняя процедура, статья 43: За поправку должны проголосовать Палата общин, Сенат и законодательные собрания провинций, затронутых поправкой.
4. Односторонняя федеральная процедура, статья 44: Поправка может быть одобрена лишь Палатой общин и Сенатом.
5. Односторонняя провинциальная процедура, статья 45: Поправка может быть одобрена лишь провинциальным законодательным собранием.

Другие статьи Части V описывают такие вещи, как уклонение (opting out): когда и как провинция может уклониться от конституционной поправки — и временны́е границы для выработки конституционной поправки.

## Верховенство
Согласно статье 52 Конституционного акта 1982 «Конституция Канады является высшим законом Канады», и всякий закон, противоречащий ей, становится недействующим. Это даёт канадским судам возможность отменять законы. Хотя законы остаются написанными до того, как их изменяют, они не могут применяться после аннуляции.
До этого средства высшим законом Канады был Акт о Британской Северной Америке на основании статьи 5 Colonial Laws Validity Act, британско-имперского статута, объявлявшего, что никакой колониальный закон, нарушающий имперский статут, недействителен. Принимая во внимание, что Акт о Британской Северной Америке был имперским статутом, всякий канадский закон, нарушающий АБСА, был недействующим. Не было никакого предвиденного точного положения для предоставлении судам возможности судить о том, что какой-либо канадский закон нарушает АБСА; до 1982 эта возможность суда являлась составной частью неписаной конституции Канады.

### Определение Конституции
Статья 52(2) Конституционного акта 1982 определяет Конституцию Канады. Конституция Канады состоит из:
a) Акта о Канаде 1982 (включающего Конституционный акт 1982 в Приложении B);
b) 30 законодательных актов и декретов в приложении к Конституционному акту 1982;
c) каких-либо поправок к какому-либо законодательному акту или декрету, указанным в пп. а) или b).
Кроме перечисления ряда имперских статутов статья 52(2) содержит восемь канадских статутов, три из которых — об образовании провинций, а пять являются поправками к Конституционному акту 1867.
Канадские суды оставили за собой право в одностороннем порядке добавлять и включать в Конституцию принципы и соглашения. Хотя право судов признавать права человека, ясно не выраженные в Конституции, не особенно анормально, канадское положение единственно в своём роде, потому что это право распространяется и на процедурные вопросы, не связанные с правами человека.
В частности, Верховный суд Канады постановил, что статья 52(2) не представляет собой исчерпывающий список всего, из чего состоит Конституция. Суд оставляет за собой право добавлять в Конституцию неписаные принципы, вследствие чего признавать их конституционное верховенство (например, в Конституцию добавили парламентскую привилегию). Зато суд отметил, что список письменных документов был в застое и мог быть изменён лишь через процедуры поправок.